# A Kind of Magic (píseň)
„A Kind of Magic“ je singl britské rockové skupiny Queen. Vyšla v roce 1986 na stejnojmenném albu. Napsal ji bubeník Roger Taylor pro film Highlander. Píseň rovněž je úvodní skladbou na kompilačních albech skupiny Greatest Hits II a Classic Queen.

## Nahrávání
Taylor napsal melodii a akordy pro verzi, která se objevila ve filmu. Freddie Mercury složil novou basovou linku, přidal instrumentální přestávky a píseň přeskládal. Autorství bylo ale stále připisováno pouze Taylorovi. Zatímco Taylorova verze se objevila na konci filmu, Mercuryho verze byla zařazena na album. Taylorova verze nebyla skupinou oficiálně vydaná až do roku 2011, kdy byla zařazena do zvláštního vydání EP.

## Živá vystoupení
Píseň byla hrána živě na posledním turné skupiny v původním složení s název Magic Tour.
Taylor často zahrnoval píseň na setlist jeho skupiny The Cross.

## Videoklip
Videoklip pro tuto píseň režíroval Russell Mulcahy. Pozoruhodné je, že Brian May nepoužil v hudebním videu svou slavnou kytaru Red Special, ale místo toho její kopii z roku 1984. Ve videu je Mercury oblečený jako kouzelník. Vstupuje do opuštěného divadla (Playhouse Theatre v Londýně), kde May, Taylor a John Deacon spí. V celém videu tančí kreslené postavy do rytmu písně, které vytvořila společnost Walt Disney Company. Ty samé se objevily na přebalu alba A Kind of Magic.

## Umístění v žebříčcích
| Žebříček (1986)          | Pozice |
| ------------------------ | ------ |
| Los 40 Principales       | 1      |
| UK Singles Chart         | 3      |
| Irish Singles Chart      | 3      |
| Swiss Singles Chart      | 3      |
| Dutch Singles Chart      | 4      |
| French Singles Chart     | 5      |
| German Singles Chart     | 6      |
| Australian Singles Chart | 6      |
| Austrian Singles Chart   | 12     |
| US Singles Chart         | 42     |
| Canadian Singles Chart   | 64     |

| Žebříček (2013) | Pozice |
| --------------- | ------ |
| SloTop50        | 32     |

| Žebříček (2018)        | Pozice |
| ---------------------- | ------ |
| Polish Airplay Top 100 | 95     |

## Certifikace
| Region             | Certifikace | Počet prodaných nosičů |
| ------------------ | ----------- | ---------------------- |
| Brazílie           | platinum    | 100 000                |
| Spojené království | silver      | 250 000                |

## Obsazení nástrojů
- Freddie Mercury – hlavní zpěv a doprovodné vokály
- Brian May – elektrická kytara
- Roger Taylor – bicí, doprovodné vokály
- John Deacon – basová kytara
- David Richards – syntezátor